# Xylopia bemarivensis
Xylopia bemarivensis är en kirimojaväxtart som beskrevs av Friedrich Ludwig Diels. Xylopia bemarivensis ingår i släktet Xylopia och familjen kirimojaväxter. Inga underarter finns listade i Catalogue of Life.